# Bjørn Maaseide
Bjørn Maaseide (Stavanger, 7 maart 1968) is een Noorse voormalige beachvolleyballer. Met Jan Kvalheim won hij eenmaal het eindklassement van de FIVB World Tour en behaalde hij vijf medailles bij de Europese kampioenschappen – waarvan één gouden. Maaseide nam verder deel aan drie opeenvolgende Olympische Spelen.

## Carrière

### 1991 tot en met 1996
Maaseide debuteerde in 1991 met Jan Kvalheim – met wie hij tot 2000 een team zou vormen – in Cap d'Agde in de FIVB World Tour. Het seizoen daarop namen ze deel aan drie toernooien met een vierde plaats in Almería als beste resultaat. Bij de eerste Europese kampioenschappen behaalden ze de zilveren medaille achter de Fransen Jean-Philippe Jodard en Christian Penigaud. In 1994 boekte het duo in Miami hun eerste overwinning in de World Tour en won het in Almería de Europese titel. In de finale versloegen ze het Spaanse duo Santiago Aguilera en Javier Bosma. Het seizoen daarop deden Maaseide en Kvalheim mee aan vijf toernooien. Ze behaalden onder andere een eerste (Marseille), een tweede (Fortaleza), een derde (Enoshima) en een vijfde plaats (Carolina), waarmee ze ook het eindklassement van de World Tour wonnen. Daarnaast behaalden ze de gouden medaille bij de Goodwill Games in Sint-Petersburg ten koste van de Amerikanen Jeff Williams en Carlos Briceno.
Het daaropvolgende seizoen speelden Maaseide en Kvalheim zestien wedstrijden. Er werd gewonnen in Berlijn en in Marseille (tweede), Busan en Enoshima (beide derde) werd het podium eveneens gehaald. Daarnaast eindigden ze driemaal als vierde (Lignano, Oostende en Rio de Janeiro). In 1996 nam het tweetal in Atlanta deel aan het eerste olympische beachvolleybaltoernooi. Ze verloren hun eerste wedstrijd van de Duitsers Jörg Ahmann en Axel Hager. In de herkansing wonnen ze vervolgens drie wedstrijden op rij – onder andere van het als eerste geplaatste Braziliaanse duo Franco Neto en Roberto Lopes – waarna ze in de vierde herkansingsronde door het Portugese tweetal Miguel Maia en João Brenha definitief werden uitgeschakeld. Maaseide en Kvalheim speelden verder veertien wedstrijden in de World Tour waarbij ze twaalf toptienklasseringen behaalden. In Hermosa Beach werd gewonnen en in Alanya, Pornichet en Lignano werden verder derde plaatsen behaald.

### 1997 tot en met 2000
Het jaar daarop deed het duo mee aan de eerste officiële wereldkampioenschappen in Los Angeles; in de zestiende finale werd het tweetal uitgeschakeld door de Brazilianen José Eduardo Macedo Pinto de Abreu en Federico Doria de Souza. Bij de tien reguliere FIVB-toernooien boekten ze twee overwinningen (Espinho en Tenerife) en twee derde plaatsen (Berlijn en Lignano). Daarnaast wonnen Maaseide en Kvalheim bij de EK in Riccione de zilveren medaille achter hun landgenoten Vegard Høidalen en Jørre Kjemperud. In 1998 eindigde het duo als derde in Klagenfurt en als vierde in Rio de Janeiro en Toronto. Bij de Goodwill Games in New York behaalden ze een vijfde plaats en bij de EK in Rodos wonnen ze opnieuw zilver, ditmaal achter de Zwitserse broers Martin en Paul Laciga.
Het daaropvolgende seizoen speelden Maaseide en Kvalheim elf reguliere wedstrijden in de World Tour waarbij ze niet verder kwamen dan een vijfde plaats in Toronto. Bij de WK in Marseille verloren ze in de eerste ronde van de Argentijnen Mariano Baracetti en José Salema, waarna ze in de eerste herkansingsronde door de eveneens Argentijnse Martín Conde en Eduardo Esteban Martínez definitief werden uitgeschakeld. In Palma de Mallorca wonnen ze bij de EK de bronzen medaille ten koste van het Oostenrijkse duo Nik Berger en Oliver Stamm. In 2000 nam het duo in aanloop naar de Olympische Spelen in Sydney deel aan twaalf FIVB-toernooien. Het beste resultaat was een vijfde plaats in Marseille. In Sydney verloren ze hun eerste wedstrijd van Maia en Brenha; in de herkansing was daarna het Australische tweetal Julien Prosser en Lee Zahner te sterk waardoor ze als negentiende eindigden. Bij de EK in Getxo werden ze vijfde.

### 2001 tot en met 2009
Vervolgens vormde Maaseide van 2001 tot en met het eind van sportieve carrière in 2009 een team met Iver Andreas Horrem. Het eerste seizoen nam het duo deel aan negen reguliere toernooien in de World Tour. Bij de WK in Klagenfurt verloren ze in de zestiende finale van de latere Argentijnse wereldkampioenen Baracetti en Conde en bij de EK in Jesolo werden ze in de tweede herkansingsronde uitgeschakeld door de Duitsers Oliver Oetke en Andreas Scheuerpflug. Daarnaast eindigde Maaseide met Høidalen bij de Goodwill Games in Brisbane als negende. Het jaar daarop deden Maaseide en Horrem aan negen FIVB-toernooien deel met drie vijfde plaatsen (Klagenfurt, Cádiz en Fortaleza) als beste resultaat. Bij de EK in Bazel werden ze in de vierde herkansingsronde uitgeschakeld door Høidalen en Kjemperud.
In 2003 was bij negen reguliere toernooien in de World Tour een negende plaats in Klagenfurt het beste resultaat. Bij de WK in Rio bereikte het duo de zestiende finale. Deze werd verloren van het Duitse tweetal Christoph Dieckmann en Scheuerpflug. Het daaropvolgende seizoen eindigden ze in Timmendorfer Strand als vijfde bij de EK nadat ze in de kwartfinale werden uitgeschakeld door de Zwitsers Patrick Heuscher en Stefan Kobel. In de World Tour speelden ze verder tien wedstrijden met een vijfde plaats in Mallorca als beste resultaat. Daarnaast namen Maaseide en Horrem deel aan de Olympische Spelen in Athene, waar ze niet verder kwamen dan de groepsfase.
Na een pauze van twee jaar keerde Maaseide in 2007 aan de zijde van Horrem terug in het internationale beachvolleybalcircuit. Dat seizoen deed het tweetal mee aan veertien reguliere FIVB-toernooien waarbij het twee toptienklasseringen behaalde; in Kristiansand eindigden ze als zevende en in Åland als negende. Bij de WK in Gstaad verloren ze in de zestiende finale van de Brazilianen Franco Neto en Pedro Cunha. Een jaar later wisten Maaseide en Horrem zich niet te plaatsen voor de Olympische Spelen in Beijing en was een dertiende plaats in Manamah het best behaalde resultaat. In 2009 speelden ze drie reguliere wedstrijden in de World Tour in aanloop naar de WK in Stavanger. Bij de WK kwam het duo niet verder dan de groepsfase en na afloop van het toernooi beëindigde Maaseide zijn sportieve loopbaan.

## Palmares
Kampioenschappen
- 1993:  EK
- 1994:  Goodwill Games
- 1994:  EK
- 1996: 7e OS
- 1997:  EK
- 1998:  EK
- 1999:  EK

FIVB World Tour
- 1994:  Miami Open
- 1994:  Marseille Open
- 1994:  Enoshima Open
- 1994:  Fortaleza Open
- 1995:  FIVB World Tour

- 1995:  Marseille Open
- 1995:  Berlijn Open
- 1995:  Busan Open
- 1995:  Enoshima Open
- 1996:  World Series Alanya
- 1996:  World Series Hermosa Beach
- 1996:  Grand Slam Pornichet
- 1996:  World Series Lignano
- 1997:  Berlijn Open
- 1997:  Lignano Open
- 1997:  Grand Slam Espinho
- 1997:  Tenerife Open
- 1998:  Klagenfurt Open

## Persoonlijk
Maaseide zijn zus Kathrine speelde eveneens professioneel beachvolleybal.